# Toni Espinar
José Antonio Espinar (Alzira, 1970) és un pintor, restaurador i muralista valencià.
Fill, net i besnet de pintors, va formar-se a l'Acadèmia de Sant Carles de València i comença a realitzar els seus primers murals el 1988, per motius reivindicatius. Eren murals reivindicatius als carrers d'Alzira, Algemesí o al Kasal Popular del Flora.
La seua obra té un fort enfocament de crítica social, amb referències a la tradició local, la cultura popular i revisitacions d'obres d'art. Ha pintat arreu del País Valencià, però poc a la capital ja que algunes de les seues obres no han sigut respectades.
El 2014 a la plaça de la Botja del barri de Velluters de València, va participar en la realització del mural de la Botja en col·laboració amb altres grafiteres i grafiters com Barbiturikills, Deih, Dyox, Julieta, Pica, Pichi&Avo, Poye, The End i Xelön i algunes entitats del districte de Ciutat Vella i veïnat a títol individual que tracten de posar en valor una part de la història del barri.
El 2016 va realitzar a Alzira una versió particular de la Venus d'Ingres que va patir guixades amb simbologia nazi i va causar una polèmica política a nivell local, motiu pel qual va decidir esborrar el mural. Entre el 2016 i 2018 realitza al Passeig de Batà de Muro d'Alcoi un mural on representa a diversos escriptors valencians. Entre el 2016 i 2018 realitza les pintures de les columnes de la Plaça de les Lletres Valencianes d'Alzira, amb escriptors com Ibn Khafaja, Ausiàs March, Joanot Martorell, Jaume Roig, Isabel de Villena, Joan Roís de Corella, Josep Bernat i Baldoví, Francesc Palanca i Roca, Teodor Llorente, Carles Salvador, Manuel Sanchis Guarner, Enric Valor, Joan Fuster, Maria Beneyto i Carmelina Sánchez Cutillas.

## Galeria

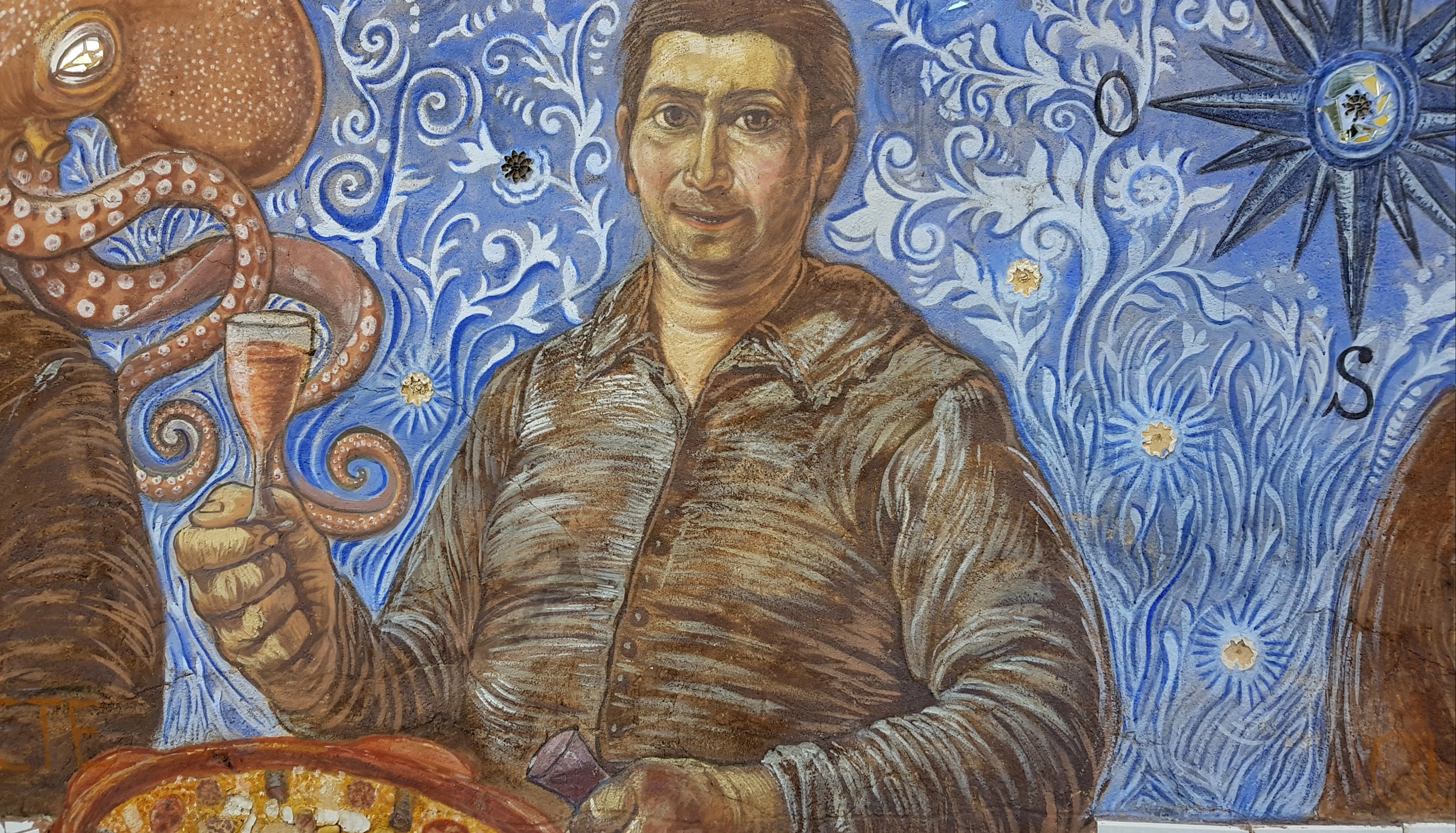
Mural del col·legi Attilio Bruschetti, carrer del Puig, Xàtiva.
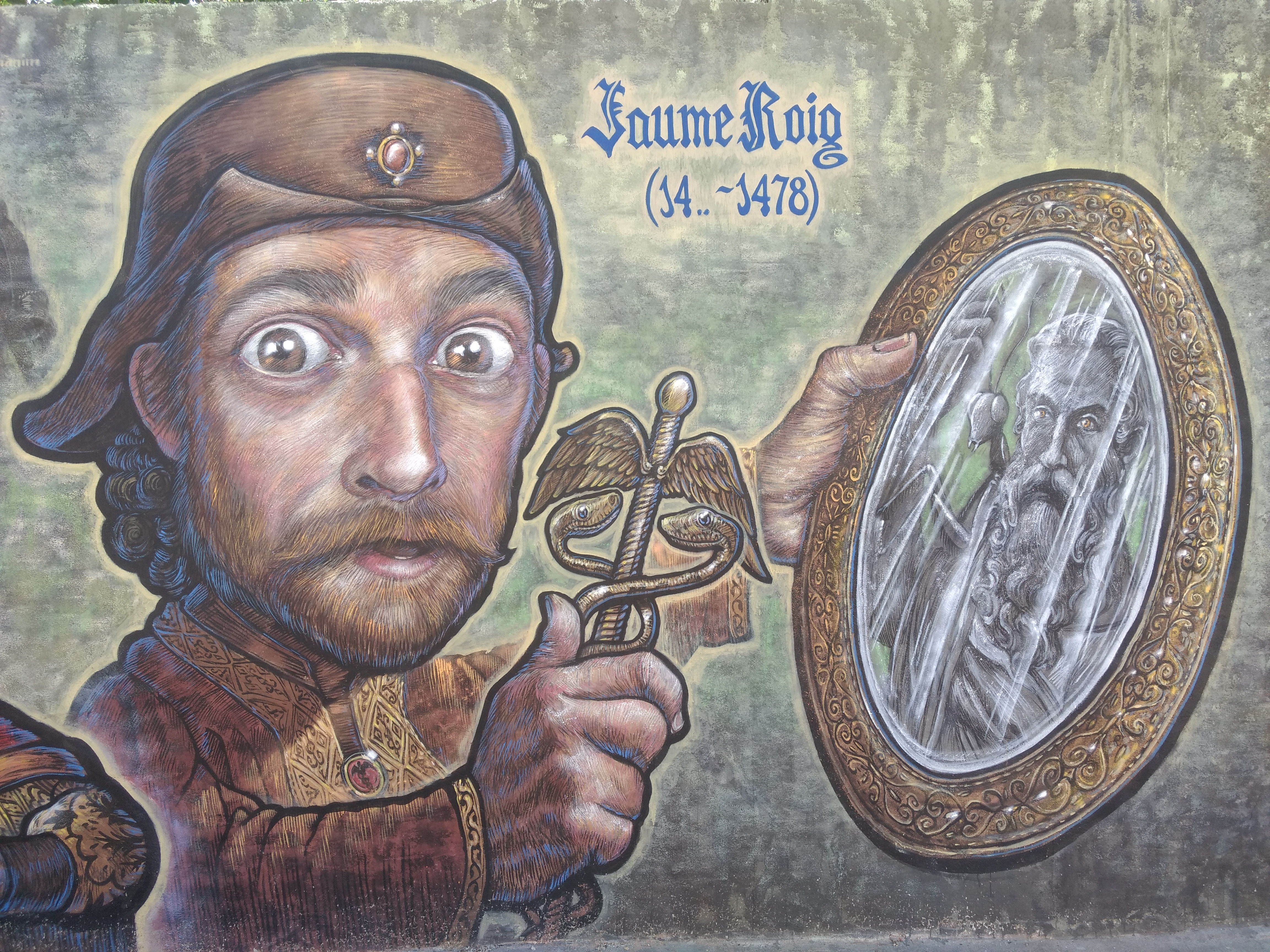
Jaume Roig al mural del Batà a Muro.
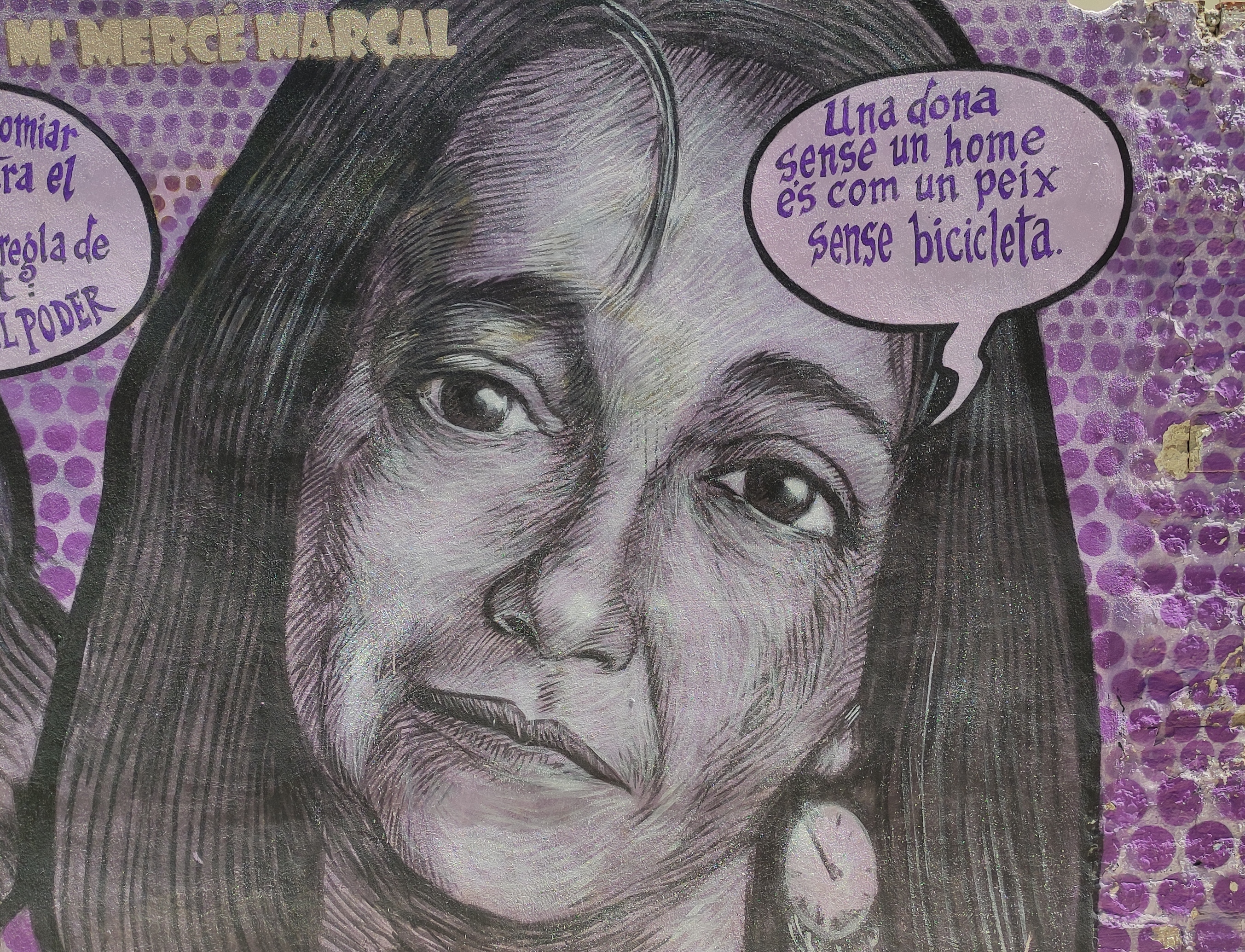
Maria Mercè Marçal, al mural feminista de Gandia.
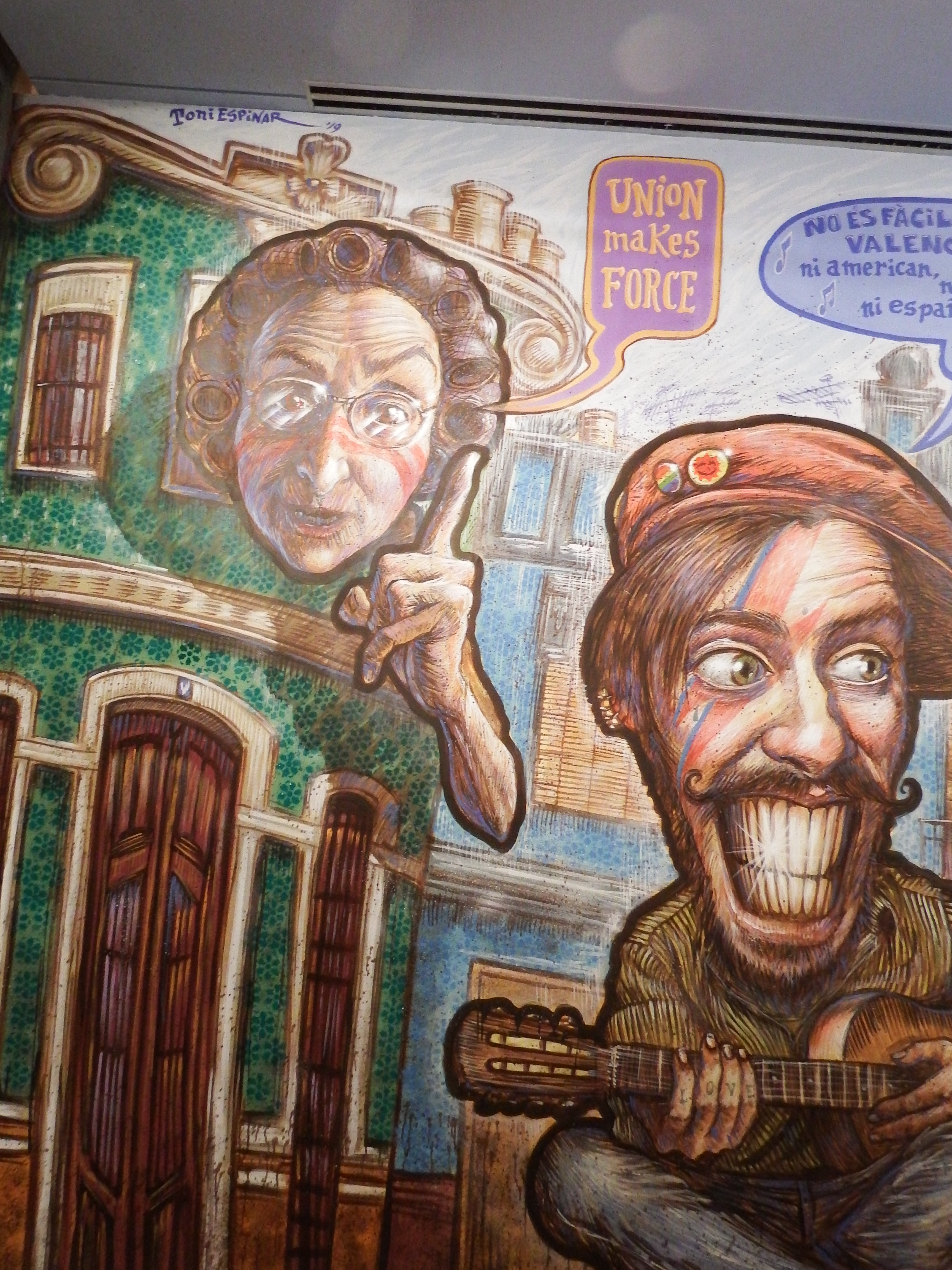
Mural a l'exposició permanent de L'Etno.
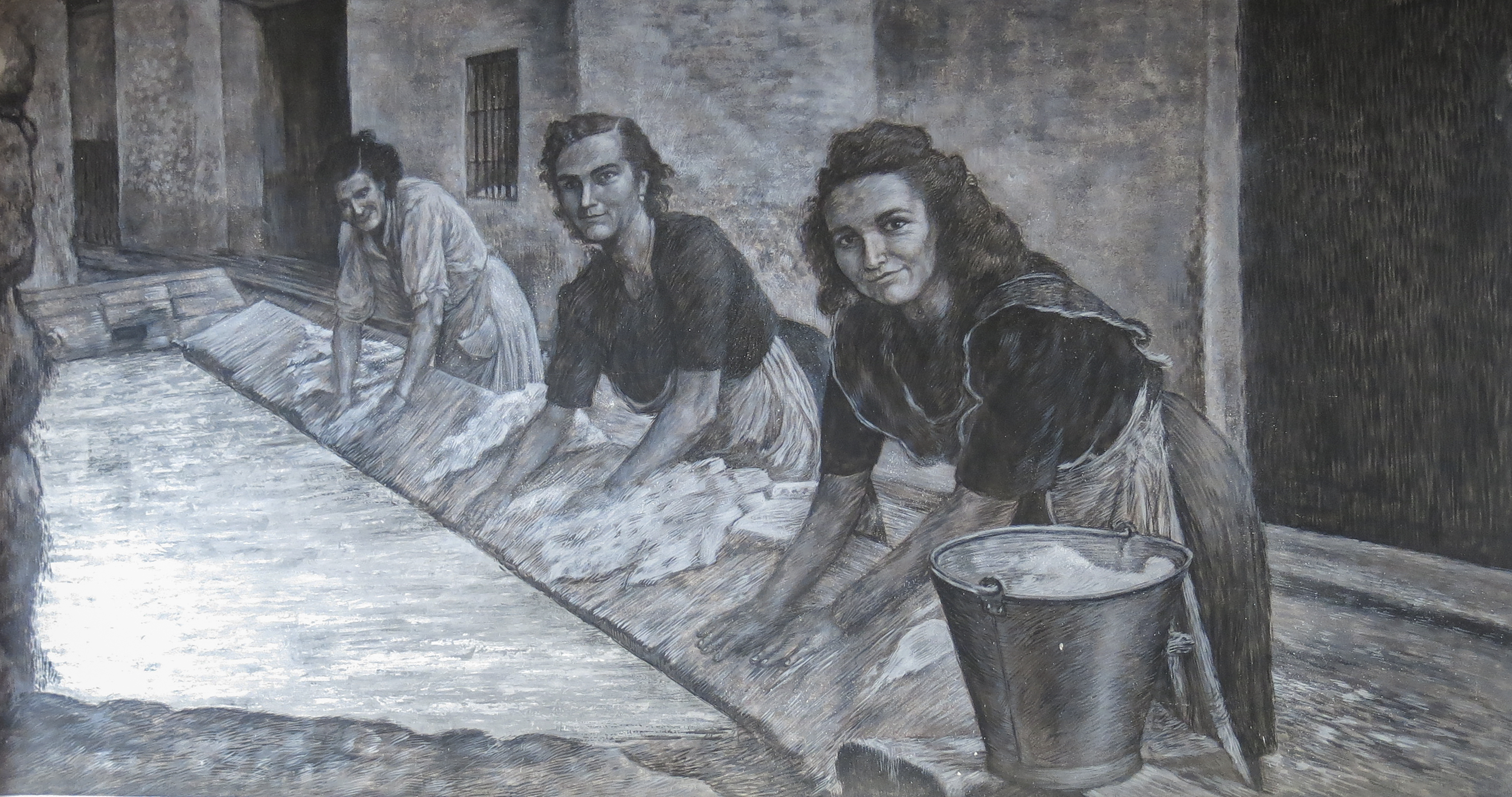